# Загребля (Коростенський район)
Загре́бля — село в Україні, у Чоповицькій селищній територіальній громаді Коростенського району Житомирської області. Населення становить 117 осіб (2001).

## Історія
Відоме з 1939 року як хутір Барвінківської сільської ради.
До 26 серпня 2016 року село входило до складу Барвінківської сільської ради Малинського району Житомирської області.